# ГЕС Midskog
ГЕС Midskog — гідроелектростанція у центральній частині Швеції. Розташована між ГЕС Granboforsen (вище по течії) та ГЕС Näverede, входить до складу каскаду на одній з найважливіших річок країни Індальсельвен (знаходиться на ділянці її нижньої течії після виходу з озера Стуршен). Є четвертою за потужністю в сточищі Індальсальвен та третьою (після ГЕС Кронгеде та Бергефорсен) якщо враховувати лише станції на головній річці.
Спорудження ГЕС відбувалось у 1941—1944 роках. Його ускладнювали слабко розвинена дорожня інфраструктура та відсутність поряд значних населених пунктів, де можна було б розмістити працівників. Тому на прикладі Midskog випробували технологію створення здешевлених робочих містечок, яка потім використовувалась під час зведення інших об'єктів електроенергетики. При цьому варто відзначити, що таке містечко все ж включало окрім гуртожитків для молоді більше сотні будинків для сімейних працівників, пошту, вузол зв'язку, бібліотеку та навіть школу для семи десятків дітей (загальна кількість робітників на будівельному майданчику сягала 1000 осіб).
Рівень води в річці підняли за допомогою греблі висотою 27 метрів, обладнаної чотирма шлюзами для перепуску надлишкової води. Хоча річка текла через скелясту ущелину шириною біля сотні метрів, довжина греблі, необхідної для утримання водосховища, склала 1,4 км (у тому числі 390 метрів бетонної споруди).
Машинний зал спорудили у правобережній частині бетонної греблі, доповнивши його коротким (близько 200 метрів) відвідним каналом. Тут встановили три турбіни типу Каплан виробництва шведської компанії Nohab загальною потужністю 145 МВт, які при напорі у 27 метрів забезпечували виробництво 750 млн кВт·год електроенергії на рік.
На початку 2010-х років австрійська компанія Andritz провела модернізацію двох турбін, довівши їх потужність до 54 МВт (загальна потужність станції досягла 155 МВт) та збільшивши середньорічний виробіток на 72 млн кВт·год. На 2017—2018 роки цій же компанії замовили роботи на третьому гідроагрегаті (генератор модернізуватиме так само австрійська Voith).